# NStB Ossegg
Az NStB  NStB – Ossegg - Rostock  a magyar-osztrák Cs. kir. Északi Államvasút (k.k. Nördlichen Staatsbahn (NStB)) gőzmozdonyai voltak.

## Története
A  mozdonyokat a Lokomotivfabrik der Wien-Gloggnitzer Bahn gyártotta Münchenben 1850-ben. Az  OSSEGG,  KAURZIM,  ÜBEZAL, JOACHIMSTHAL,  KREMSIER,  BUBENC, SMEČNA, KRALUP és ROSTOCK neveket és a 88-96 pályaszámokat kapták.
Amikor az NStB-t az ÁVT 1855-ben megvásárolta, a mozdonyállományát is átszámozta saját pályaszámrendszere szerint. Először a 339-347, 1873-tól a IIIf Osztály 223-233, 1897-től pedig  a megmaradt két mozdonyt (KEMSIER  és SMEČNA) a 21 sorozat 51 és 52 pályaszámait kapták. További két mozdony (OSSEGG és KAURZIM)  az ÁVT magyar pályaszakaszainak államosításakor a MÁV állományába került, ahol a IIq. osztály 1276-1277 pályaszámait kapták.
Az ÁVT 1900-ig az összes ebbe a sorozatba tartozó mozdonyát selejtezte.

## Fordítás
- Ez a szócikk részben vagy egészben  a   NStB – Ossegg bis Rostock című német Wikipédia-szócikk fordításán alapul.  Az eredeti cikk szerkesztőit annak laptörténete sorolja fel. Ez a jelzés csupán a megfogalmazás eredetét és a szerzői jogokat jelzi, nem szolgál a cikkben szereplő információk forrásmegjelöléseként.